# Ferran (Estarás)
Ferran es una localidad española del municipio leridano de Estarás, en la comunidad autónoma de Cataluña.

## Historia
A mediados del siglo XIX, el lugar, que por entonces ya formaba parte del municipio de Estarás, contaba con una población censada de 99 habitantes. La localidad aparece descrita en el octavo volumen del Diccionario geográfico-estadístico-histórico de España y sus posesiones de Ultramar de Pascual Madoz de la siguiente manera:

FARRAN: l. que forma ayunt. con Estarás, cab del distrito municipal, Gabá, Altarriba, Vergos Garrefat, Rubio de Cervera y Malacara, en la prov. de Lérida (10 leg.), part. jud. de Cervera (2), aud. terr. y c. g. de Cataluña (Barcelona 16), dioc. de Solsona (6): sit. en un cerro, combátenle los vientos del N. y S., y su clima frio, es saludable. Tiene 9 casas é igl. (San Jaime), servida por un cura de provision del ordinario en concurso general; el curato es de entrada y de patronato real, y tiene por anejo el pueblo de Malacara: á 1/2 cuarto de hora, y en el mismo llano donde está sit. el pueblo, se halla el cementerio capaz y ventilado. Confina el térm. N Portell; E. Malacara; S. San Ramón, y O. Vivé: el terreno es áspero y de mala calidad, encontrándose en él algunos robles. caminos: dirijen á Solsona y Cervera en mal estado; y la correspondencia la reciben de este último punto una vez á la semana. prod.: escaña, cebada y vino; se mantiene el ganado vacuno preciso para la labranza; y hay caza de abundantes perdices y algunos conejos. pobl.: 17 vec., 99 alm.: cap. imp.: 29,955 rs. contr. el 14'28 por 100 de esta riqueza. presupuesto municipal: 1,459 rs. 12 mrs., que se cubre por reparto entre los vec. de los pueblos que forman el ayunt.
(Madoz, 1847, p. 23)

En 2022 la entidad singular de población tenía una población censada de 54 habitantes y el núcleo de población 51 habitantes.